# Diadegma scotiae
Diadegma scotiae är en stekelart som först beskrevs av Bridgman 1889.  Diadegma scotiae ingår i släktet Diadegma och familjen brokparasitsteklar. Inga underarter finns listade i Catalogue of Life.